# Plateforme de glace de Milne
Pour les articles homonymes, voir Milne.
La plateforme de glace de Milne est une plateforme de glace située au nord-est de l'île d'Ellesmere, au Canada. Elle faisait partie de la grande plateforme de glace d'Ellesmere jusqu'au début du XXe siècle. En 1986, la plateforme avait une superficie de 290 km2. Entre 1981 et 2009, la plateforme a perdu 13% de son volume. Nourrie par 5 glaciers en 1959, elle n'est aujourd'hui plus nourrie que par un seul glacier. Pendant l'été 2022, la plateforme a perdu 43% de sa superficie lors d'un important vêlage d'icebergs.

## Dans la fiction
La Plateforme de glace de Milne est notamment citée dans le roman Deception Point de Dan Brown.